# Hector Heusghem
Hector Nicolas Heusghem (Ransart, 15 februari 1890 - Montigny-le-Tilleul, 29 maart
1982) was een Belgisch wielrenner. Hij was beroepsrenner van 1912 tot 1914 en van 1919 tot 1925. Heusghem nam 8 maal deel aan de Ronde van Frankrijk. In 1920 en 1921 won hij een etappe en werd hij tweede in het eindklassement van deze rittenkoers. Hij won verder in 1914 en 1919 een etappe in de Ronde van België. Hector Heusghem was de broer van renner Louis Heusghem.

## Resultaten in voornaamste wedstrijden
| Jaar | Ronde van Italië | Ronde van Frankrijk | Ronde van Spanje |
| ---- | ---------------- | ------------------- | ---------------- |
| 1912 |                  |                     |                  |
| 1913 |                  | opgave              |                  |
| 1914 |                  |                     |                  |
| 1919 |                  | opgave              |                  |
| 1920 |                  | ↑ (1)               |                  |
| 1921 |                  | ↑ (1)               |                  |
| 1922 |                  | 4e                  |                  |
| 1923 |                  | opgave              |                  |
| 1924 |                  | opgave              |                  |
| 1925 |                  | opgave              |                  |

| Jaar | Parijs-Roubaix | Luik-Bast.‑Luik | Parijs-Tours | Parijs-Brussel |
| ---- | -------------- | --------------- | ------------ | -------------- |
| 1912 | 56e            |                 | 13e          |                |
| 1913 | 37e            |                 | 10e          |                |
| 1914 | 45e            |                 |              |                |
| 1919 |                |                 |              |                |
| 1920 | 15e            |                 |              |                |
| 1921 |                | 7e              |              |                |
| 1922 | 16e            |                 | 33e          |                |
| 1923 |                |                 |              | 5e             |
| 1924 |                |                 | 29e          |                |
| 1925 |                |                 |              |                |